# 牧野明次
牧野 明次（まきの あきじ、1941年9月14日-）は、日本の実業家である。LPガスと産業ガスを基幹事業とし、機械、マテリアルなど幅広い分野で事業を展開する商社、
岩谷産業株式会社の代表取締役会長兼最高経営責任者（CEO）。　グループ会社のセントラル石油瓦斯（株）代表取締役会長、岩谷瓦斯（株）取締役社長、キンセイマティック（株）取締役を兼職。ダイキン工業（株）社外取締役。　関西経済連合会副会長。　2004年藍綬褒章。2017年旭日重光章。

## 略歴
1941年、大阪府東大阪市生まれ。父 寅三は勤務医を経て市立堺病院（現 堺市立総合医療センター）の院長（1951年4月ー1960年4月） を務め、高僧や画伯をはじめ著名人との付き合いが多かった。牧野は父とともに法隆寺103代管長の佐伯定胤氏にお会いしたことや文楽の楽屋を訪問したことを記憶している。幼いころに著名人に接した体験が物怖じしない性格を育む一助になった。大阪府立八尾高等学校では自動車部、大阪経済大学（経済学部）ではゴルフ部に所属、当時としてはブームを先取りしたクラブで活躍した。　
1965年、岩谷産業に入社、産業ガス事業分野で営業畑一筋。1987年、全18支店中17番目に落ち込んでいた名古屋支店を「なんとかしろ」と名古屋支店長を命じられ、率先躬行で業績を一位にまで蘇らせた。 　 一方、1980年前後から労使関係が激しくなり、大規模ストライキを強行しようとした組合執行部に対し、「会社あっての社員だ」と訴えた。1984年から2年間労働組合の委員長を務め、労使関係の改善に尽力し労使協調路線への道筋をつけた。 度重なる労使交渉と混乱する組合内部の調整などの体験を通じて、持ち前の折衝力に磨きをかけた。
1988年、取締役に就任、産業ガス部門を強化。常務、専務、副社長を経て、2000年4月、代表取締役社長（第4代）に就任。「量から質への転換」を経営の基本方針に掲げ、ガス＆エネルギーに軸足を置き、産業ガス事業とLPガス事業に経営資源を重点的に投下し事業を改革、拡大した。あわせてグループ会社の採算性を冷静に判断し、統廃合するなどグループ会社を再編成した。「21世紀は水素が世の中を変える」と語っていた創業者 岩谷直治の水素に寄せる強い思いを継承。水素の用途拡大を期して、世界最大級の液化水素製造プラントの建設や水素ステーションの設置など、「水素エネルギー社会」の実現化へアグレッシブに挑戦し、液化水素事業の基盤を盤石にした。2012年、代表取締役会長兼CEOに就任（現任）。
財界活動では、関西経済連合会副会長をはじめ複数の団体・協会の要職を担っている。また、1990年10月に設立された「ベンチャーコミュニティ」の創設ならびに活動を支援。当コミュニティはベンチャー企業の発展、新産業の創出、関西経済の発展を目的に設立されたもの。
座右の銘は「右受左授」。

## 経営政策

### 「量から質への転換」
牧野が社長に就任した当時、バブル崩壊に伴う平成不況が根深く尾を引き、原油高やエネルギー分野の規制緩和など、岩谷産業にとって逆風の真っ只中であった。就任を前にして、創業者の岩谷直治名誉会長（当時）から「牧野君、頼むぞ」と言われたが、会社は諸々の問題を抱えていた。その現状と打開策を名誉会長に説明したところ「思うようにやれ。ただし、会社はつぶすなよ」　と励まされた。この一言のお陰で臆することなく決意を固め、「量から質への転換」を経営の基本方針に掲げ、改革に着手することができた。まず、事業分野では創業以来の得意分野である産業ガス事業と、LPガスを中心とするエネルギー事業をコア事業と位置づけて経営の資源を重点的に投下し、事業改革を成し遂げた。あわせてグループ会社を見直し、事業分野が重なる会社の統廃合や採算性を判断した上での閉鎖を断行した。さらに役員数を半減し若返りを図るとともに、若手へ権限を大幅に移譲。本社機能をスリム化し人材を事業所へ再配置するなど、限られた陣容で最大限のパフォーマンスを発揮できる体制を整えた。
これらの大胆な改革の実行にあたっては、これまでの実体験から「熟慮し、決断したら即実行」を自らが率先。社員には、「闘うイワタニ」「挑戦するイワタニ」を意識づけるとともに、過去の前例に倣って物ごとを進めがちな体質や風土の改善と社員の意識改革を促した。　一連の改革が業績面に成果として現れるまでに約3年を要し、減配を余儀なくされた年度もあった。牧野は「時にしぶとく、時にしたたかに、時にしなやかに」リーダーシップを発揮。失敗を恐れずにアグレッシブに率先垂範を貫き、強靱な企業体質を構築した。

## 水素のイワタニ

### 「水素エネルギー社会」へ、先行投資
牧野が生まれた1941年は、奇しくも岩谷直治商店が水素を扱い始めた年である。入社式で岩谷直治社長が語った「水素の時代が来る。いずれ飛行機も水素で飛ぶようになる」を、牧野は忘れることが無かった。
牧野は、1989年から一年間、提携先の米国・ユニオン・カーバイド社の工業ガス部門（現 リンデ社）に出向。「LNGの冷熱を使って液化窒素を作り、その液化窒素の冷熱を利用して液化水素を作れば電気代が安くなり、液化水素の製造コストを下げることができる」など、ガスに関する知見を広め帰国した。水素ガスを液化すると体積が800分の1になり、水素を一度に大量に貯蔵・輸送できるという特性を生かしたいという強い思いをもって液化水素事業のプロジェクト化を進めた。関西電力（株）が大阪・堺市にLNG基地を建設する計画を知り、液化水素製造プラントの建設を提案。2004年、合弁で（株）ハイドロエッジを設立した。当初、ガス業界内で、「どうして電力会社と組むのだ」という非難もあったが、「安全で安価な液化水素を供給するのは工業ガスメーカーの責任であり、水素のフロントランナーであるイワタニの使命でもある」と、押し切った。
2006年、構想から約15年を経て世界最大級の液化水素製造プラントが（株）ハイドロエッジ内に完成。その後、岩谷瓦斯（株）千葉工場、山口リキッドハイドロジェン（株）（周南市）にも液化水素製造プラントを建設し、究極のクリーンエネルギーと言われる液化水素を全国のユーザーに安定供給できる体制を築き上げた。　また、燃料電池自動車（FCV)や水素自動車の普及に先駆けて、「いま、イワタニがやらなければならない」という強い信念のもと、国内の主要都市ならびに米国・カリフォルニア州に水素ステーション を順次設置。2024年5月現在、水素ステーションは国内51か所、米国8か所で営業している。2024年3月現在の水素のシェアは、液化水素を含む水素全体で70％、液化水素ガスは100％である。
これらは、液化水素の具体的な需要見通しが立たない段階からの取り組みであったが、水素エネルギー社会の実現へ一歩でも近づくための思い切った先行投資である。さらに、2021年、水素技術開発とクリーンエネルギー開発を加速する目的で岩谷水素技術研究所を中央研究所（兵庫県尼崎市）に開設。2025年開催の大阪・関西万博では会場アクセス船（動くパビリオン）として、国内初となる「水素燃料電池船」 の旅客運行を行うべく、その建造を進めている。
こういった自社の事業展開だけに留まらず福島水素エネルギー研究フィールド（FH2R)、日豪間の水素サプライチェーン（HySTRA）、Hydrogen Council（水素協議会）などのプロジェクトに牧野は率先して参画。また、2020年12月に設立された水素バリューチェーン推進協議会（JH2A)の共同代表も務めている。さらに産・官・学・民が広く参加できる「イワタニ水素エネルギーフォーラム」 を東京と大阪で毎年開催。本フォーラムは、水素エネルギー普及の機運を盛り上げ、ネットワークづくりの「場」を提供することを目的に2006年から開催、2024年で17回を数える。

## 仕事のモットー

### 「仕事は明るく、楽しく、にぎやかに」
牧野は、社長に就任するや「仕事は明るく、楽しく、にぎやかに」 を提唱。そのムードを盛り上げようと、「Iwataniスペシャル鳥人間コンテスト」 をはじめ「KIX国際交流ドラゴンボート」「大阪マラソン」 などのスポーツ大会やスポーツイベントに協賛するとともに、社員に大会出場や応援参加を促した。自らも大阪府体育協会会長を務めスポーツ活動を支援。2017年、牧野の発案で女子陸上部（駅伝）を創部。監督に廣瀬永和氏、アドバイザーにアテネ五輪金メダリストの野口みずき氏を招聘。創部7年にして「プリンセス駅伝2023」で初優勝、「クィーンズ駅伝2023」で8位入賞。女子駅伝のトップクラスを脅かす存在にまでにチーム力を高めた。　牧野がスポーツ大会やスポーツイベントへの参加を呼びかけた狙いは、職場の雰囲気を活気づけるとともに社員ならびにグループの団結力の向上を図ろうとしたもの。
一方、文化活動では、1987年からNHK交響楽団への特別支援を継続するとともに、日本を代表する第一線のミュージシャンらのコンサートを支援。　また、父が文楽関係の嘱託医をしていたので楽屋にお供し人形遣いの吉田文五郎氏に可愛がってもらった幼いころの思い出をきっかけに、日本の伝統芸能を次代に継承する一助になればと、文楽を私的に支援している。

## 座右の銘

### 「右受左授」
牧野が仕事に取り組むモットーは、「仕事は明るく、楽しく、にぎやかに」だが、座右の銘は、父親から教えられた「右受左授」である。「人から教わったことや受けたものは、自分だけのものとして取り込んでしまわずに、より良いものに、より大きくして、良い方向をつけて必ず次の世代へ引き継いで行きなさい」という教えである。創業者岩谷直治が経営理念に「世の中に必要なものこそ栄える」を掲げて取り組んだ産業ガス事業・LPガス事業・水素事業を社会の流れに沿ってニーズを捉え、成長・拡大させて次の世代へ継承していくという牧野の経営姿勢は、まさに「右受左授」実践そのものである。

## 公職歴
- 公益社団法人 関西経済連合会副会長
- 一般社団法人 関西経済同友会幹事
- 大阪商工会議所 ２号議員・常議員
- 大阪経営者協議会会長
- 公益社団法人 大阪府工業協会副会長
- 一般社団法人 日本貿易会常任理事
- 一般社団法人 全国LPガス協会相談役
- 一般社団法人 日本エルピーガスプラント協会会長
- 国際酸素製造業者協会（IOMA) グローバルコミッティ委員
- 公益財団法人 大阪体育協会会長

## 栄誉
- 2004年5月 藍綬褒章 受章
- 2013年10月 国際酸素製造業者協会（IOMA)特別功労賞 受賞
- 2017年11月 旭日重光章 受章

## 出演番組
- 「榊原・嶌のグローバルナビ」（2006年8月5日、BS-i)
- 「Leaders愛 ～明日を創る企業トップたち～（2007年4月10日、読売テレビ）
- 日経スペシャル「関西リーダー列伝」（2021年9月26日、テレビ大阪）
- 日経スペシャル カンブリア宮殿 カセットこんろの王者が挑む 新時代エネルギー革命！（2021年12月23日、テレビ東京）- 岩谷産業会長兼CEOとして出演[33]。

ほか